# Bécasseau du ressac
Callidris virgata
Genre
Espèce
Synonymes
- Aphriza virgata

Répartition géographique
- zone de nidification
- aire d'hivernage

Statut de conservation UICN

 LC  : Préoccupation mineure
Le Bécasseau du ressac (Calidris virgata - anciennement Aphriza virgata) ou échassier du ressac, est une espèce d'oiseaux de la famille des Scolopacidae.

## Description

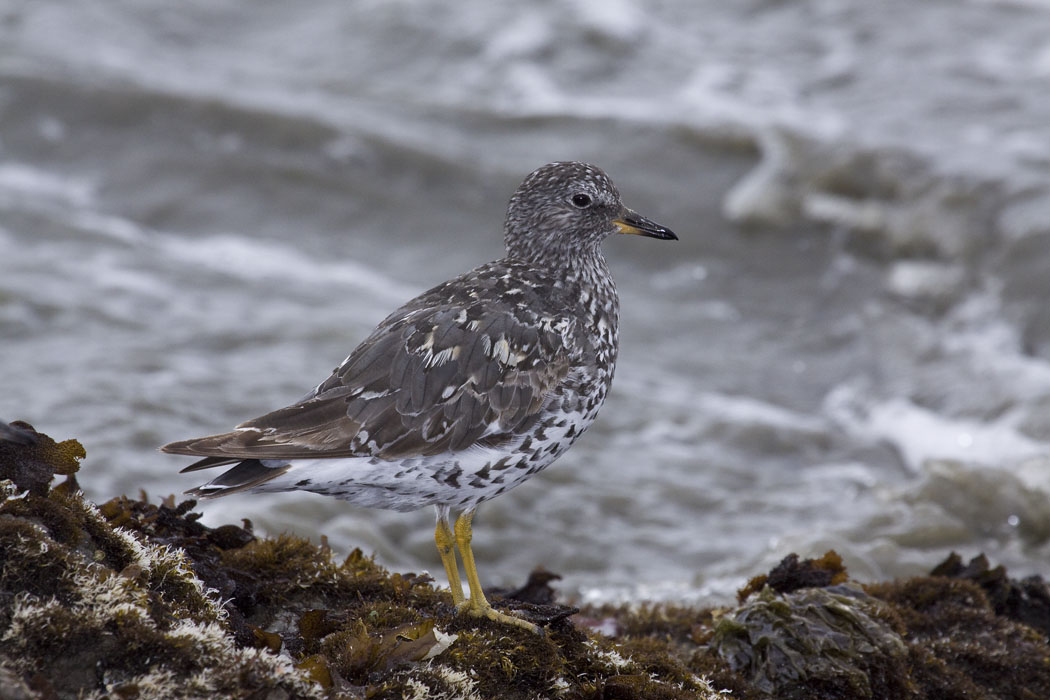

Il mesure 23 – 26 cm pour 133 - 251 g et une envergure de 55 cm.

## Habitat
Il se reproduit dans les zones couvertes de mousses des toundras montagneuses, de préférence sur des crêtes rocheuses dominées par des éboulis, des champs de roches, des lichens, des arbustes et de dryades.
Comme le Bécasseau violet, il se rencontre surtout sur les côtes rocheuses en période internuptiale et s'alimente parfois sur les laisses de mer des plages sableuses.

## Source
- Taylor D. (2006) Guide des limicoles d'Europe, d'Asie et d'Amérique du Nord. Delachaux & Niestlé, Paris, 224 p.